# Vrilletta expansa
Vrilletta expansa är en skalbaggsart som beskrevs av Leconte 1874. Vrilletta expansa ingår i släktet Vrilletta och familjen trägnagare. Inga underarter finns listade i Catalogue of Life.